# Statue-menhir de la Prade
La statue-menhir de la Prade est une statue-menhir appartenant au groupe rouergat découverte à Coupiac dans le département de l'Aveyron en France.

## Description
La statue a été découverte en 1900 près du hameau de La Prade. Elle correspond au fragment supérieur d'une statue plus grande. La partie retrouvée est un morceau de grès mesurant 0,49 m de hauteur sur 0,45 m de largeur et 0,18 m d'épaisseur.
À l'origine, c'est une statue masculine comportant un visage, les deux bras et les mains, un baudrier et « l'objet ». Dans un second temps, deux traits verticaux ont été rajoutés sur le visage, l'objet a été effacé et la bretelle droite du baudrier a été modifiée pour représenter un collier à trois rangs qui se poursuit du côté gauche. Les autres attributs féminins caractéristiques sont toutefois absents (seins, pendeloque en "Y", chevelure). Au verso, des stries verticales représentant un vêtement ont été rajoutées sur la bretelle gauche du baudrier et les crochets-omoplates,.
La statue est conservée au musée Fenaille de Rodez, une copie a été dressée à proximité du lieu de sa découverte.